# Национальный музей американской истории
Национа́льный музе́й америка́нской исто́рии — Центр Ке́ннета Би́ринга (англ. The National Museum of American History, Kenneth E. Behring Center) — американский государственный исторический музей в Вашингтоне, ассоциированное учреждение Смитсоновского института. Музей собирает, сохраняет и экспонирует достояние США в сфере социальной, политической, культурной и военной истории. Среди экспонатов музея оригинал первого национального флага США (англ. Star-Spangled Banner), воспетого в национальном гимне, а также кресло, в котором любил сидеть популярный среди американцев телевизионный персонаж 1970-80-х годов Арчибальд (Арчи) Бункер.

## История

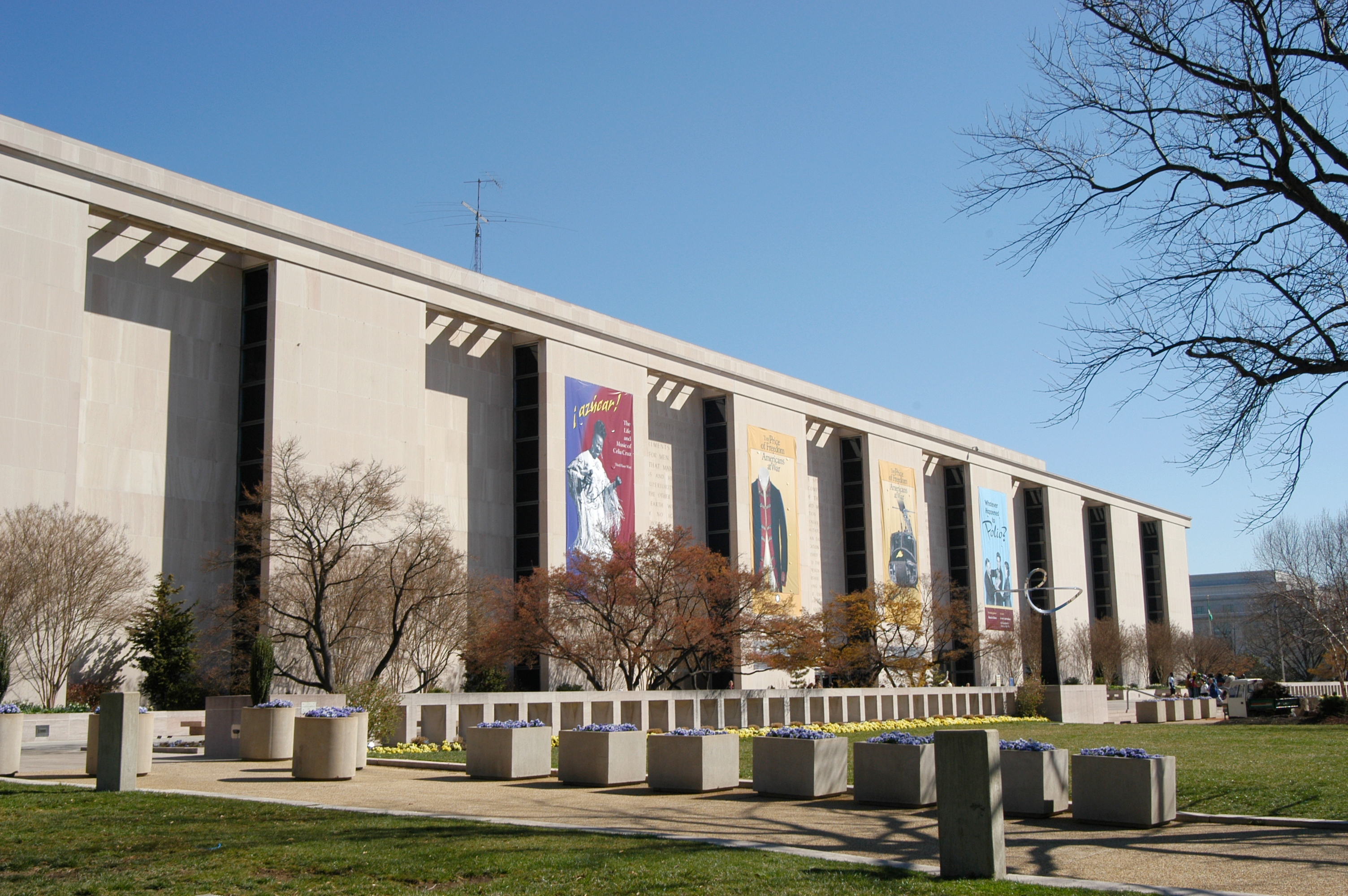
Один из входов в музей

Учреждение открыло двери в 1964 году как «Музей истории и технологий», а его создание было вдохновлено в частности примером Немецкого музея. В 1980 году переименовано в «Национальный музей американской истории» — для лучшего отражения новой миссии: сбора, хранения, изучение и интерпретации экспонатов, отражающих этапы истории американского народа. С 5 сентября 2006 года по 21 ноября 2008 года музей находился на реконструкции, стоимость которой составила $85 млн. В результате реконструкции произошли следующие изменения :
- Новый пятиэтажный атриум с главными артефактами музейной коллекции.
- Новая широкая лестница, которая соединяет первый и второй этажи.
- Новый информационный центр для посетителей с указателями.
- Новые галереи, такие как «Зал изобретений им. Джерома и Дороти Лемельсонов».
- Новое помещение для комфортного хранения первого флага США.

Dibner Library в составе музея историк Памела Лонг называла самой большой недооцененной библиотекой в Вашингтоне.